# 만두과
만두과(饅頭果)는 대추로 소를 넣고 송편 모양으로 빚어 만든 한과이다. 달달한 재료로 속을 채우고 조청으로 코팅한 한국의 단 만두 과자이다. 밀가루로 만든 한과 튀김인 유밀과의 일종이다. 만두과는 일반적으로 디저트나 야식으로 먹는다.

## 준비
반죽은 밀가루를 체로 치고 참기름, 꿀, 생강즙, 청주로 알려진 맑은 막걸리와 함께 반죽하여 준비한다. 속은 보통 대추를 찌고 씨를 빼고 다진 대추와 계피가루, 꿀을 섞어 만든다. 납작한 반죽 조각에 소량의 충전물만 넣는다. 튀김 후 과자가 터지는 것을 방지하기 위해 덮개가 두꺼워야 한다. 반죽을 튀겨낸 후 만두를 조청에 재운다.

## 같이 보기
- 약과